# Kongens Bryghus
Kongens Bryghus var Danmarks ældste bryghus. Siden er navnet brugt som varemærke for overgæret øl brygget af Carlsberg Danmark. Navnet bruges fortsat om Christian 4.s Bryghus ved Frederiksholms Kanal og et areal på Vesterbro ved Rahbeks Allé.

## Virksomhed
I ældre tid var der knyttet et bryghus til den kongelige hofhusholdning, der forsynede hoffet og flåden med øl. Kongens bryghus bliver nævnt i 1443 første gang under Christoffer af Bayern som en del af hofhusholdningen på Københavns Slot. I 1454 beskrives inventaret i bryghuset som bestående af fire ølkar, en bryggerpande og en urtkedel.
Bryghuset havde en omskiftelig skæbne; i 1500-tallet lå bryggeriet ved Vandkunsten.

## Anlæg ved Frederiksholm Kanal
I 1606-8 byggedes et nyt bryghus på Slotsholmen, der hurtigt blev opgivet. I 1618 under Christian 4. indrettedes bryghuset i en tidligere bastion, den nuværende markante bygning på hjørnet af Frederiksholms Kanal og Christians Brygge. Huset tjente som bryghus de følgende 150 år. Bygningen blev hærget af en ildebrand i 1632 og blev udsat for et stormangreb af svenskerne i 1659. Disse ulykker var muligvis medvirkende til, at bryghuset blev forpagtet til Peter Klovman, en borger i byen. Han fik eneret til at forsyne hofholdningen, Kastellet og flåden med øl og havde ret til at brygge flere forskellige overgærede ølsorter. Dette var ikke til det københavnske bryggerlavs udelte tilfredshed; de klagede flere gange over Klovmans stigende omsætning, der ødelagde deres forretning. I 1701 førte det til, at han ikke måtte handle med øltappere og kroersker. Hans efterfølger Joris Klovman lå også i konstant diskussion med bryggerlavet. Til sidst gav de dygtige forpagtere op, og det blev bryggerlavet, der blev forpagter af bryghuset i 1739 for den årlige sum af 3000 rigsdaler.

## Omgangsbrygning
Bryggerier var af lavet pålagt omgangsbrygning. Det betød, at der ikke måtte brygges hver dag, men det skulle gå på omgang, så man f.eks. kun måtte brygge hver 10. dag. Ølkarrene fastsattes også til en bestemt størrelse, der kunne rumme 15 eller 20 tønder. Der måtte kun brygges tre øltyper: dobbeltøl, middeløl og sletøl. Andre overgærede ølsorter, der bryggedes efter udenlandske forskrifter, kunne brygges uden for omgangen, f.eks. momme, hamborger rommeldies, blegt øl og Bryhan. Systemet gav dårligt øl og en masse splid, da de udenlandske sorter lå uden for omgangen. Adskillige gange blev omgangsbrygningen ophævet for at blive indført igen kort tid efter, da systemet også sikrede et stort antal bryggergårdes overlevelse. På daværende tidspunkt erstattede de tre alkoholsvage typer dobbelt-, middel- og sletøl almindeligt drikkevand, da det trods alt smagte bedre og var sundere end det brøndvand, der var at få. Kongens bryghus var underlagt samme betingelser, bortset fra at de havde forsyningerne til hofholdingen og flåden. I maj 1767 brændte bryghuset igen. Dette medførte, at bryghuset blev nedlagt og opbygget på den anden side af Frederiksholms Kanal. Det gamle bryghus fungerede som øllager og udsalgssted for stærkt øl fra Kongens Bryghus frem til 1827.

## Kongens Bryghus ved Langebro
Grunden var skænket bryggerlavet af flåden og rummede også det Færøeske pakhus og Blåtårn. Det er ikke det tårn, Leonora Christina sad fængslet i, men et fængsel ved mindre forseelser; en del af klientellet skulle være skuespillere.
Bryghuset stod færdig 25. januar 1771 og blev kort tid derefter besøgt af kong Christian 7. og dronning Caroline Mathilde. Det nye Kongelige Bryghus blev forevist af direktionen for bryggerlavet. Her bryggedes frem til 1923, og i 1960 nedbrændte også disse bygninger, hvorefter grunden henlå ubebygget indtil opførelsen af BLOX.

## Anlæg på Rahbeks Allé og Vodroffsvej
Det sidste bryggerianlæg lå på to adresser: Rahbeks Allé 3, det tidligere Bryggeriet i Rahbeks Allé, op ad Carlsberg og på Vodroffsvej 25, det tidligere Marstrands Bryggerier og Kroneølbryggeriet (nedrevet 1976). Ved fusionen mellem De forenede Bryggerier og Carlsberg i 1970 sammenlagdes arealerne i Valby. Men i begyndelsen af 1990'erne skiltes Kongens Bryghus' gamle areal ud, og de gamle bygninger udvikledes til bolig og erhverv med Carlsberg-siloen som den bygning, der gennemgik størst forandring.

## Varemærke
Siden virksomhedens indlemmelse i Carlsberg benyttes varemærket fortrinsvis for hvidtølsprodukter.
I 2007 genintroduceres mærket på det danske marked og distribueres af datterselskabet House of Beer.